# La Pobla Llarga
La Pobla Llarga (em valenciano e oficialmente) ou Puebla Larga (em castelhano) é um município da Espanha, na província de Valência, Comunidade Valenciana. Tem 10,1 km² de área e em 2021 tinha 4 440 habitantes (densidade: 439,6 hab./km²). Pertence à comarca da Ribera Alta e limita com os municípios de Carcaixent, L'Ènova, Manuel, Rafelguaraf, Sant Joanet, Senyera e Villanueva de Castellón.